# Rob Dixon
Rob Dixon (* im 20. Jahrhundert in Atlanta) ist ein US-amerikanischer Jazz-Saxophonist und Musikproduzent.

## Leben und Schaffen
Dixon lernte ab dem zehnten Lebensjahr Saxophon. Nach seinem Bachelor of Arts an der Hampton University in Virginia studierte er weiter auf der Indiana University bei David Baker. Nach seinem Umzug nach New York City 1996 spielte er mit unter anderem mit bekannten Jazzern wie Tony Bennett, Dakota Staton, der Ellington Band, Jonah Jones, Slide Hampton, Ray Charles, dem Maria Schneider Jazz Orchestra und dem Smithsonian Master Works Jazz Orchestra.
In den folgenden Jahren arbeitete er über vier Jahre in der Illinois Jacquet Big Band. Zusammen mit dem Tenorsaxophonisten Mark Turner schloss er sich dem Quartett Tana Reid an, das von Drummer Akira Tana und dem renommierten Bassisten Rufus Reid geführt wurde.
Dixon kehrte 2003 nach Indianapolis zurück, wo er mit dem Cleveland Heritage Jazz Orchestra und dem Buselli-Wallarab Jazz Orchestra arbeitete. Als Bandleader hat er sich die Funk-Jazz Combo Triology +1 und ein Orgel-zentriertes Quartet mit Melvin Rhyne aufgebaut. Seinen Lebensunterhalt verdient er als Vize-Chef bei den Owl Studios.
Dixon ist unter Vertrag bei den Owl Studios, einem Jazz-Fusion-Plattenlabel mit Sitz in Indianapolis, dessen Vizepräsident er ist. Dort hat er zwei Alben als Bandleader  herausgebracht – What Things Could Be (2006) und Reinvention: The Dixon-Rhyne Project (2008). Auf Reinvention ist der Organist Melvin Rhyne als Co-Leader und namengebend dabei.
Nebenher ist er Director of Education (künstlerischer Leiter und Nachwuchsförderer) des jährlichen Indianapolis Festivals Indy Jazz Fest. Nachdem die Eigner der Owl Studios die Namensrechte des Festivals von der American Pianists Association gekauft hatten, die es seit 2000 geführt hatten, erfanden sie es als Non-Profit-Veranstaltung neu. Die neuen Eigner konzentrierten sich darauf, die Schulen und Highschools sowie Jazz Kapellen der regionalen Hochschulen einzubinden. Die Eintrittspreise wurden familienfreundlicher, also weniger teuer, auch der Ort wurde verlegt. Statt rund um den „father' day“ im Frühsommer wurde es in die dritte Septemberwoche verschoben, da man laut Dixon dann bessere Chancen hat, gute Künstler zu bekommen.
Dixon arbeitet auch häufig als Sideman mit anderen Musikern von Owl Studios, darunter Derrick Gardner & the Jazz Prophets, Cynthia Layne, Steve Allee, Mike Clark und The Headhunters. Nach eigenen Angaben in seinem Blog bei Owl Studios spielt Rob jeden ersten Mittwoch im Monat im Indianapolis Jazzclub The Jazz Kitchen und ist dort Moderator der Jazz Jam Session jeden letzten Montag im Monat. Auch in den regionalen Chatterbox-Jazz-Clubs taucht er gelegentlich auf. Eine seiner Kompositionen (mit Raeford Gerald) Bump 'N From The Middle ist auf der Compilation Act 1 auf dem Southbound Label bei Ace Records (UK).
Im Oktober 2010 ging Dixon als Mitglied des Mike Clark Trios auf eine von der russischen US-Botschaft gesponserten Tournee mit 17 Konzerten quer durch Russland.
Rob Dixon ist nicht mit dem gleichnamigen Schauspieler zu verwechseln.

## Diskographische Anmerkungen
| Year | Artist                                | Title                                | Label       |
| 2006 | Rob Dixon & Trioloy +1                | What Things Could Be                 | Owl Studios |
| 2008 | Derrick Gardner and The Jazz Prophets | A Ride to the Other Side...          | Owl Studios |
| 2008 | The Dixon-Rhyne Project               | Reinvention: The Dixon-Rhyne Project | Owl Studios |
| 2008 | Buselli-Wallarab Jazz Orchestra       | Where or When                        | Owl Studios |
| 2008 | Cynthia Layne                         | Beautiful Soul                       | Owl Studios |
| 2009 | Derrick Gardner & The Jazz Prophets   | Echoes of Ethnicity                  | Owl Studios |
| 2009 | Mark Buselli                          | An Old Soul                          | Owl Studios |
| 2010 | Buselli-Wallarab Jazz Orchestra       | Mezzanine                            | Owl Studios |
| 2010 | Mike Clark                            | Carnival of Soul                     | Owl Studios |
| 2011 | The Headhunters                       | Platinum                             | Owl Studios |